# FC Nassaji Mazandaran
Der FC Nassaji Mazandaran (englisch; persisch باشگاه فوتبال نساجی مازندران) ist ein iranischer Fußballverein aus Qaem-Schahr.
Nassaji hat eine der höchsten durchschnittlichen Besucherzahlen im Iran. Nassaji ist auch der älteste Club aus der kaspischen Region des Irans und einer der ältesten im Iran. Nassaji stieg 2018 zum ersten Mal in die Persian Gulf Pro League auf und ist damit die zweite Mannschaft aus der Provinz Mazandaran, die jemals in der Liga spielt.

## Geschichte

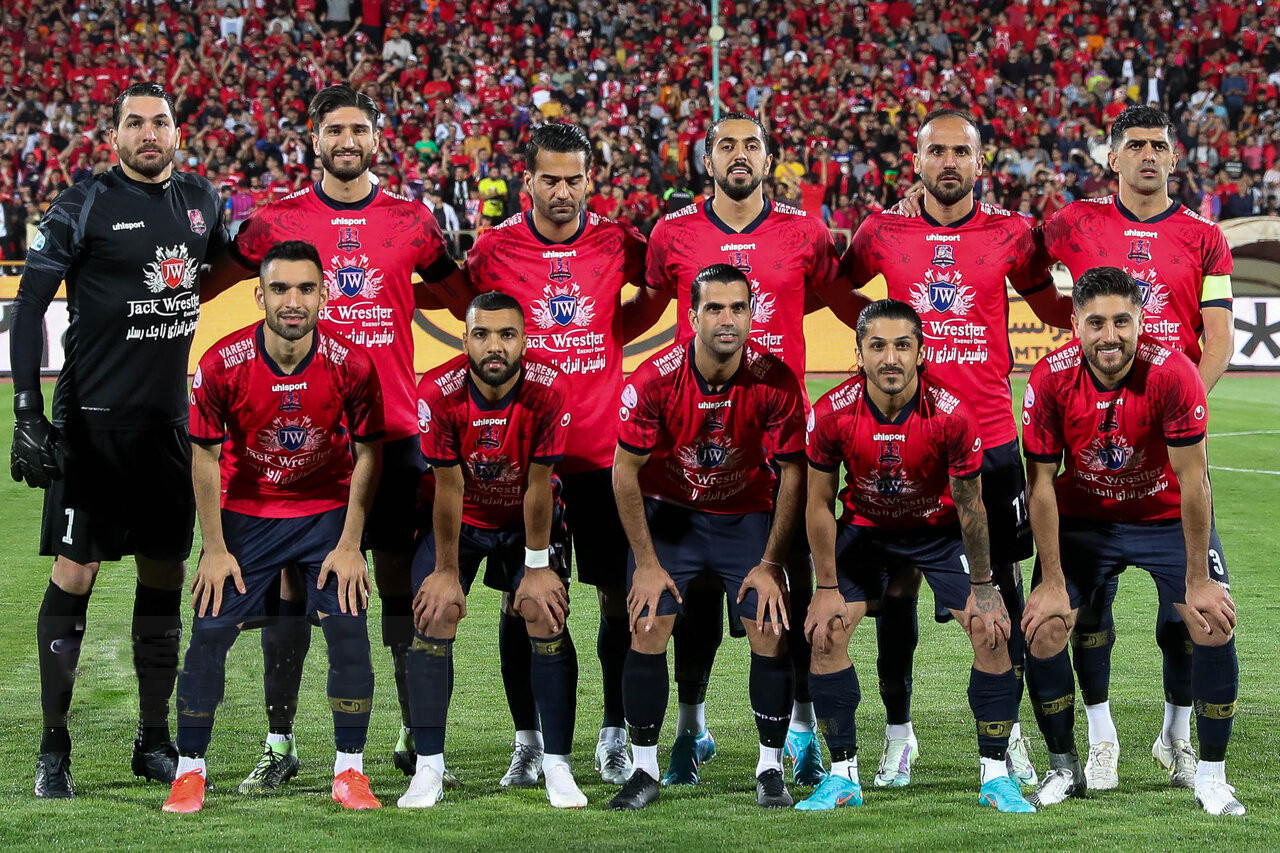
FC Nassaji Mazandaran (2022)

Die Nassaji Mazandaran Company gründete den Verein 1959 in Qaem-Shahr. Nassaji spielte 1988 erstmals im Qods Cup, kurz darauf stiegen sie 1991 in die Azadegan League auf und blieben bis 1995 in dieser Liga.
Nassaji spielte bis 2001 in der 2. Liga und als der iranische Fußballverband beschloss, eine Profiliga zu gründen, wurde die Azadegan League zur zweithöchsten Liga im Iran. Im Jahr 2004 stieg Nassaji aus der 2. Liga ab, am Ende der Saison 2005/06 dann wieder in die Azadegan League auf. Am 3. August 2006 unterschrieb Nasser Hejazi als Cheftrainer von Nassaji einen Einjahresvertrag für die Saison 2006/07. In der Saison 2013/14 belegte Nassaji den dritten Platz in der Gruppe A, was einen Platz von einem Aufstiegs-Play-off-Platz entfernt war. In der folgenden Saison wurde Nassaji erneut Dritter und hatte zwei Punkte Rückstand auf einen Aufstiegs-Play-off-Platz.
Am 29. April 2018 belegte Nassaji nach einem Sieg gegen Rah Ahan den zweiten Platz in der Azadegan League und stieg erstmals in die Persian Gulf Pro League auf.

## Kader der Saison 2024/25
Stand: 28. Oktober 2024
| Nr. |            | Position | Name                  |
| --- | ---------- | -------- | --------------------- |
| 2   | Iran       | AB       | Saeid Aghaei          |
| 3   | Iran       | AB       | Vahid Mohammadzadeh   |
| 4   | Iran       | AB       | Amir Mehdi Janmaleki  |
| 5   | Iran       | AB       | Amirhossein Sam       |
| 6   | Iran       | MF       | Mansour Bagheri       |
| 8   | Iran       | MF       | Ayoub Kalantari       |
| 9   | Sudan      | ST       | Mo Eisa               |
| 10  | Iran       | ST       | Hossein Zamehran      |
| 11  | Iran       | MF       | Mehrdad Rezaei        |
| 13  | Irak       | MF       | Muntadher Mohammed    |
| 14  | Iran       | ST       | Hamed Pakdel          |
| 16  | Iran       | MF       | Amirreza Vafaeinejad  |
| 17  | Iran       | MF       | Mahmoud Ghaed Rahmati |
| 18  | Iran       | ST       | Mehdi Rezaei          |
| 20  | Iran       | AB       | Armin Sohrabian       |
| 23  | Iran       | ST       | Aria Barzegar         |
| 27  | Brasilien  | TW       | Luan Polli            |
| 30  | Frankreich | ST       | Kevin Yamga           |

| Nr. |            | Position | Name                   |
| --- | ---------- | -------- | ---------------------- |
| 31  | Iran       | AB       | Seyed Reza Darvishi    |
| 32  | Iran       | AB       | Saber Hardani          |
| 37  | Iran       | ST       | Mohammad Hamidi        |
| 52  | Kasachstan | MF       | Alexander Merkel       |
| 55  | Iran       | AB       | Mersad Seifi           |
| 65  | Iran       | TW       | Siavash Amiri          |
| 66  | Iran       | MF       | Mohammadreza Torabi    |
| 68  | Iran       | AB       | Amirmohammad Houshmand |
| 70  | Iran       | ST       | Amirhossein Mahjori    |
| 76  | Iran       | ST       | Mohammadreza Hosseini  |
| 80  | Iran       | MF       | Hassan Emdadi          |
| 87  | Iran       | MF       | Amirreza Sheikhirad    |
| 88  | Iran       | ST       | Siamak Nemati          |
| 89  | Iran       | ST       | Nima Aftari            |
| 90  | Iran       | ST       | Ahad Jamshidi          |
| 96  | Iran       | ST       | Mohammadreza Abbasi    |
| 98  | Iran       | TW       | Alireza Rezaei         |
| 99  | Iran       | ST       | Hadi Ebrahimi          |

## Erfolge
- Iranischer Pokalsieger: 2021/22

## Bekannte Spieler
- Rahim Dastneshan
- Nader Dastneshan
- Rahman Rezaei
- Alireza Haghighi

## Trainer
- 1983–1994  Rahim Dastneshan
- 1994–1995  Fereydon Asgarzadeh
- 1994–1995  Abolfazl Mozdastan
- 1996  Rahim Dastneshan
- 1996–2002  Nader Dastneshan
- 2002–2003  Hossein Mesgar Saravi
- 2004–2005  Rahim Dastneshan
- 2005–2006  Ebrahim Talebi
- 2006–2007  Nasser Hejazi
- 2007  Morteza Sadeghi
- 2007  Hossein Ghazal Seflou
- 2007  Ebrahim Talebi
- 2007  Morteza Sadeghi
- 2008  Hassan Khourdastan
- 2008  Morteza Sadeghi
- 2008  Rahim Dastneshan
- 2008  Esmaeil Esmaeili
- 2009  Nader Dastneshan
- 2009  Reza Forouzani
- 2009  Farhad Kouchakzadeh
- 2010–2011  Yahya Golmohammadi
- 2012–2013  Esmaeil Esmaeili
- 2013  Younes Geraeili
- 2013–2015  Nader Dastneshan
- 2015  Paulo Martins Alves
- 2015–2016  Kourosh Mousavi
- 2016  Mahmoud Fekri
- 2016–2017  Hossein Mesgar Saravi
- 2017  Saket Elhami
- 2017  Hossein Mesgar Saravi
- 2017  Mehdi Pashazadeh
- 2017–2018  Davoud Mahabadi
- 2018  Javad Nekounam
- 2019  Majid Jalali
- 2019–2020  Mohammad Reza Mohajeri
- 2020  Mahmoud Fekri
- 2020–2021  Vahid Fazeli
- 2021  Majid Jalali
- 2021–  Saket Elhami